# Monte Baldo
El Monte Baldo es un macizo montañoso de los Alpes, que se encuentra entre las provincias italianas de Trento y Verona. Es la cima más alta de los Prealpes de Brescia y Garda.
La dorsal principal se extiende en sentido noreste-sudoeste, y tiene como límites naturales: al sur, la llanura que comienza en Caprino Veronese; al oeste, el lago de Garda; al norte, el valle que une Rovereto con Nago-Torbole y, al este, con el valle del Adigio. Se extiende por el territorio de los municipios de San Zeno di Montagna, Ala, Avio, Caprino Veronese, Ferrara di Monte Baldo, Brentonico, Nago-Torbole, Malcesine y Brenzone. 
En época romana este monte se llamaba mons Polninús. El nombre actual procede de la palabra alemana Wald, esto es, "bosque"; aparece por vez primera en un mapa alemán del año 1163.
La cima se alcanza a través de teleférico desde la cercana ciudad de Malcesine, que queda a orillas del lago de Garda. En la zona hay estaciones o instalaciones de esquí, como Prà Alpesina, Passo Tratto Spino (1450-1850 m), localidad de esquí ubicada en la zona norte de la cadena entre las localidad de Prà Alpesina y el dosso Stella; Ortigaretta alla Costabella (1550-2053 m), cerca del refugio Fiori del Baldo, donde hay instalaciones de esquí en cotas cercanas a los 2053 m; y Polsa, San Valentino (1250-1610 m), la más baja del Baldo y la única que se encuentra por completo en territorio trentino.

## Morfología
El monte Baldo se caracteriza por una identidad geográfica, una arista paralela al lago de Garda, que se extiende a lo largo de 40 km entre el lago al oeste y el valle del Adigio al este, y al sur confina con la llanura de Caprino y el valle norte de Loppio. 
El monte Baldo alcanza su máxima altura de 2.218 m s. n. m. con la Cima Valdritta, y su altura mínima son 65 m a orillas del lago de Garda. En el macizo solo hay un collado de montaña de mayor importancia, el paso Bocca di Navene (1420 m), que separa el Monte Altissimo di Nago del resto del macizo.

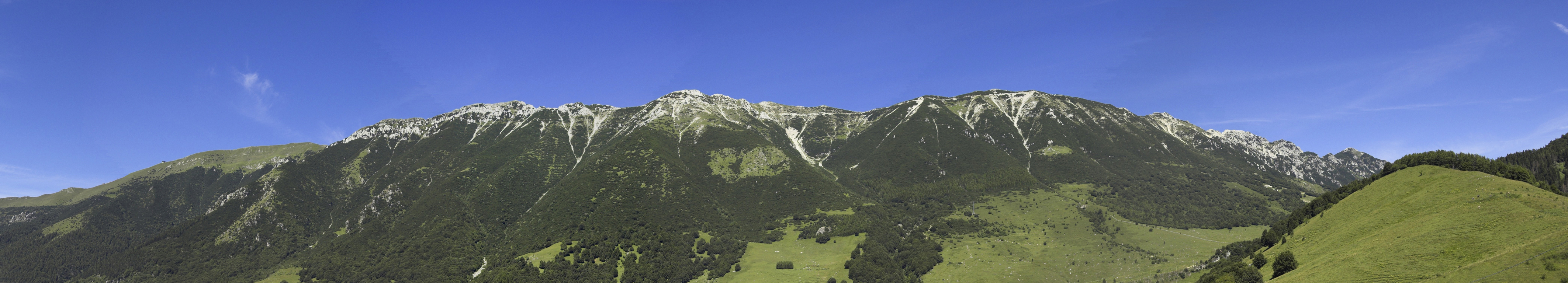
El Monte Baldo visto desde Malga Gambon.

Vistas del lago de Garda y Monte Baldo desde la estación del teleférico de Malcesine

## Clasificación SOIUSA
Según la clasificación SOIUSA, el Monte Baldo pertenece a:
- Gran parte: Alpes orientales
- Gran sector: Alpes del sudeste
- Sección: Prealpes de Brescia y Garda
- Subsección: Prealpes de Garda
- Supergrupo: Prealpes de Garda orientales
- Grupo: Cadena del Baldo
- Subgrupo: Subgrupo del Monte Baldo
- Código: II/C-30.II-C.7